# Peter Jepson-Young
Peter Jepson-Young (né le 8 juin 1957 à New Westminster et mort le 15 novembre 1992 à Vancouver), aussi connu sous le surnom de Dr. Peter est un médecin canadien connu pour la médiatisation et l'éducation autour du sida, maladie dont il a été atteint et a eu le diagnostic en 1986,.
Peter Jepson-Young est le sujet d'un documentaire, The Broadcast Tapes of Dr. Peter, qui fut nommé à l'Oscar du meilleur film documentaire. À Vancouver, un Centre du Dr Peter accueille des personnes vivant avec le VIH ou le sida et leur apporte de l'aide, depuis son inauguration en juillet 1997.
Le journaliste Daniel Gawthrop a publié une biographie au sujet de Peter Jepson-Young, Affirmation: The AIDS Odyssey of Dr. Peter, sortie en 1994.